# Ilkley
Ilkley je lázeňské město v Anglii, v metropolitním distriktu City of Bradford v hrabství West Yorkshire.
Žije zde přes 15 135 obyvatel, celý distrikt má přes 485 000 obyvatel.

## Geografie
Ilkley leží na severním okraji Rombalds Moor, přibližně 15 kilometrů severně od Bradfordu, 20 kilometrů severozápadně od Leedsu a 20 kilometrů jihozápadně od Harrogate. Městem protéká od západu na východ 97 kilometrů dlouhá řeka Wharfe, kterou v městské oblasti Ilkley překračují čtyři mosty, z nichž jeden je středověký.

### Adminstrativní členění
Správní reformou z roku 1972 byl spojeno město Bradford s distriktem Keighley, Baildonem, Bingley, Denholme, Cullingworthem, Ilkley, Shipley a Silsden, s částí Queensbury and Shelf a částí Skipton Rural District.

## Etymologie
Nejstarší názvy sídla byly Ilecliue, Illecliue, Illiclei a římské Illicleia.

## Historie

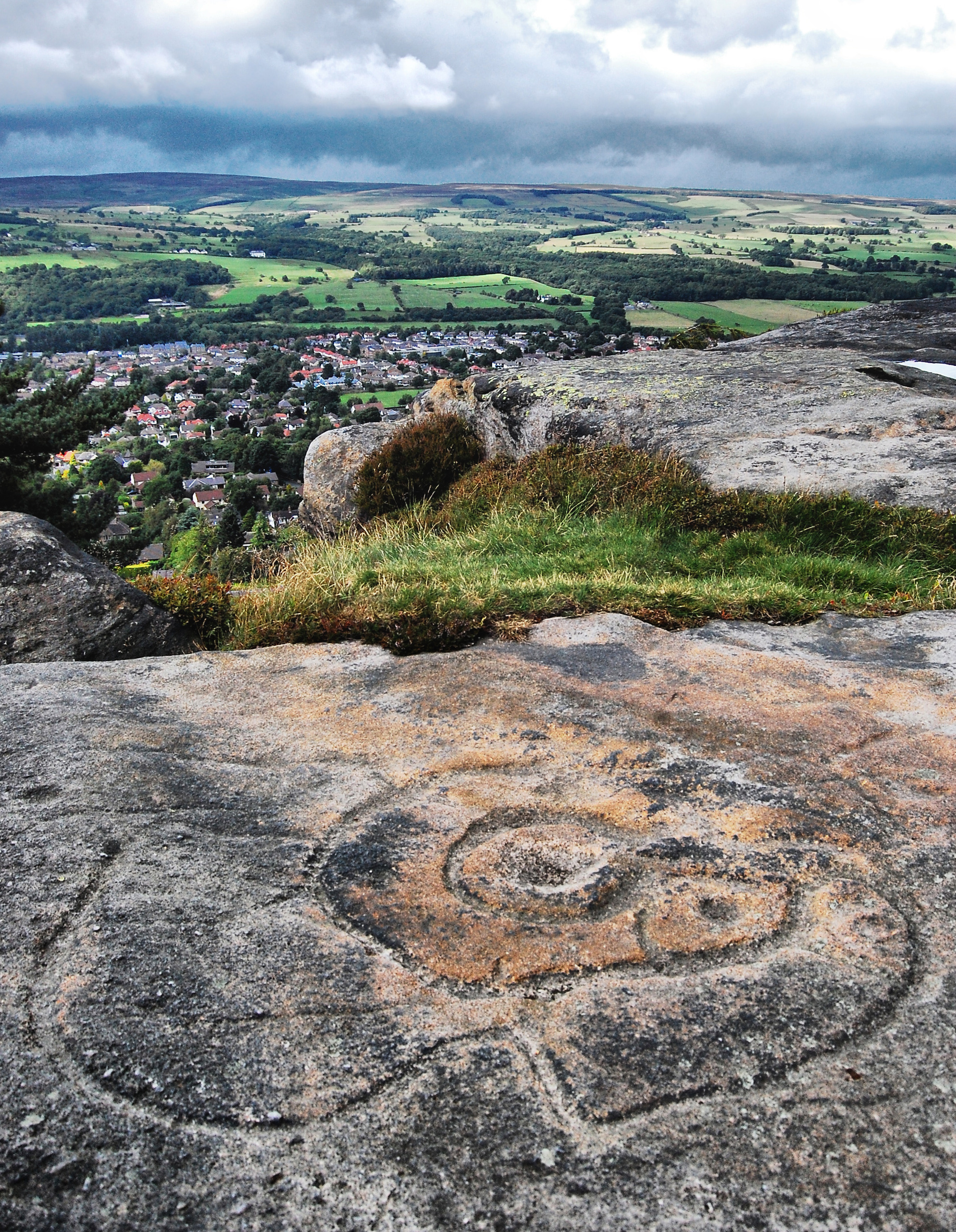
Archeologická lokalita

Ilkley je významnou archeologickou lokalitou pravěku a starověku. Nejstarší osídlení oblasti dokumentují pazourkové hroty šípů (tzv. mikrolity) z období mezolitu, přibližně 11 000 př. n. l. Oblast kolem Ilkley byla nepřetržitě osídlena přinejmenším od neolitu, kolem roku 3000 př. n. l.; na skalních útesech a volně rozesetých kamenných deskách bylo nalezeno více než 250 značek ve tvaru pohárů, prstenů a zakřivená rytina svastiky, které pravděpodobně pocházejí z téhož období, stejně jako archeologické pozůstatky obydlí na vřesovišti Ilkley. Malý kamenný kruh (možná pohřební památník), známý jako „Dvanáct apoštolů“, byl postaven před 4 500 lety, během rané doby bronzové. O skalní umění Ilkley se veřejnost začala zajímat po publikaci "Pravěké skalní sochy v Ilkley" od Romillyho Allena z roku 1879.
Nedaleko centra města se nacházejí kamenné hradby a domy, pozůstatky římské pevnosti, podle některých badatelů jde o pevnost Olicana, datovanou do roku 79 n. l., identifikace není jednoznačná. Z doby vlády císařů Antonina Pia (138–161 n.l.), Septimia Severa a jeho syna Caracally (211–217 n.l.) bylo objeveno několik římských oltářů. Kromě hradební zdi se na pozemku pevnosti (Castle Yard) dochoval blok kamenných domů a samostatně stojící Manor House, v celku dochovaný kamenný dům, který slouží jako archeologické muzeum. Uchovává pravěké i římské památky, včetně původního oltáře zasvěceného Verbeii, bohyni řeky Wharfe.
Z raně středověkého osídlení pocházejí tři anglosaské kříže z 8. století, které stály na hřbitově u kostela Všech svatých. Areál kostela je datován archeologickými nálezy a písemnou zmínkou již do roku 627 n. l.
Kniha Posledního soudu z roku 1086 uvádí, že Ilkley bylo v držení Williama de Percy, prvního barona Percy. V době po smrti krále Viléma Dobyvatele získala zdejší pozemky rodina Middletonů z Myddelton Lodge, přibližně ve 12. století. Vlastnila také sousední panství.
Rodina o tento majetek přišla až v důsledku série prodejů pozemků a zabavování hypoték v průběhu 19. století. Agenti Williama Middletona (1815–1885) byli zodpovědní za urbanistický návrh nového města Ilkley, které mělo nahradit vesnici, jež tam stála dříve.
V 17. až 19. století si město získalo pověst díky účinnosti svých lázní a věhlasu slavných návštěvníků. Od poslední čtvrtiny 19. století přijížděli zejména turisté a milovníci památek.

## Lázně
První hydroterapeutické lázně v Ilkley se nazývaly White Wells (Bílé vlny), byly postaveny kolem roku 1690 na okraji vřesoviště za městem. V roce 1780 budovy opravil a rozšířil William Middleton. Komplex nyní sestával z ponorného bazénu s více než 4 000 litry vody o teplotě 4 °C a ze druhé, spodní místnosti se stejně studenou sprchou.
Voda léčivého pramene však neobsahuje významné minerály; její účinky se spíše připisují její teplotě, která stimuluje krevní oběh. Charles Darwin, zakladatel evoluční teorie, navštívil lázně se svou rodinou v roce 1859, bydlel v Hillside Court a dopsal zde svou knihu O původu druhů. Údajně užíval ponorný bazén, který je přístupný návštěvníkům do současnosti. Ke slavným návštěvníkům lázní patřila také sochařka Madame Tussaud.
Turisté v současnosti využívají městský plavecký bazén a koupaliště.

## Památky a turistické cíle
- Manor House (panský dům) - nyní archeologické muzeum
- All Saints Church (Kostel Všech svatých) - původem anglosaská svatyně, poprvé zmíněná roku 627. Současný kostel je převážně z viktoriánské éry, s využitám středověkých kamenných článků.
- Budova radnice a knihovny, z let 1906-1908
- Kostel svaté Markéty anglikánské církve
- Archeologický areál s pravěkými kamennými deskami
- Cow and Calf Rocks – přrodní památky, velká oblá hlava se nazývá Kraví skála a malá Telecí skála
- Cyklostezky

## Sport
- Město má dlouhou sportovní tradici, zejména v golfu, kriketu, squashi a v tenisu.
- Organizace Lawn Tennis Association (LTA) byla založena v roce 1888. Každoročně pořádá mezinárodní tenisové turnaje "ATP Challenger Ilkley" pro muže a "ITF Ilkley Trophy" pro ženy.

## Slavní rodáci
- Georgie Henley (*1995), britská herečka

## Galerie

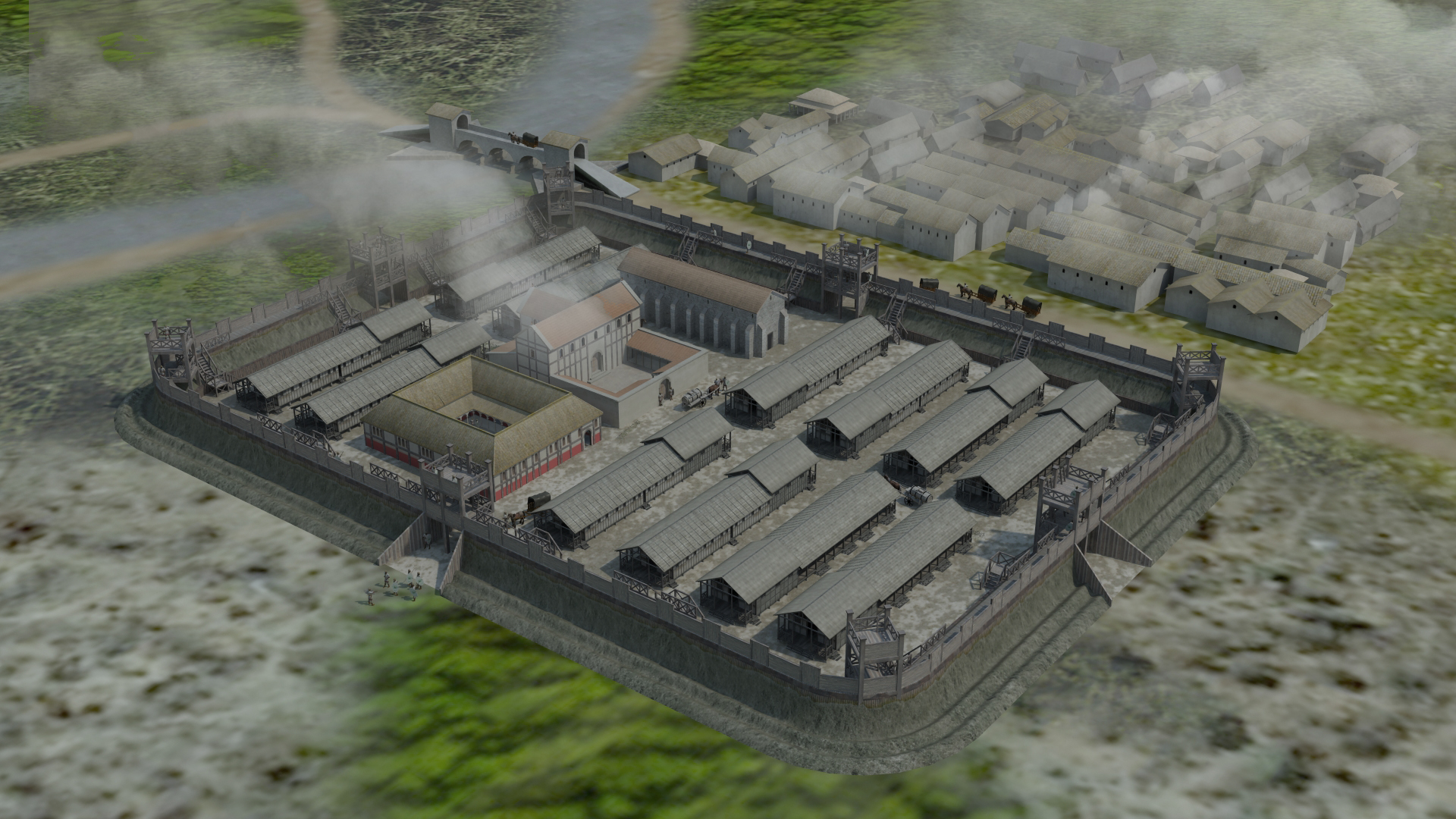
Rekonstrukce pevnosti Olicana
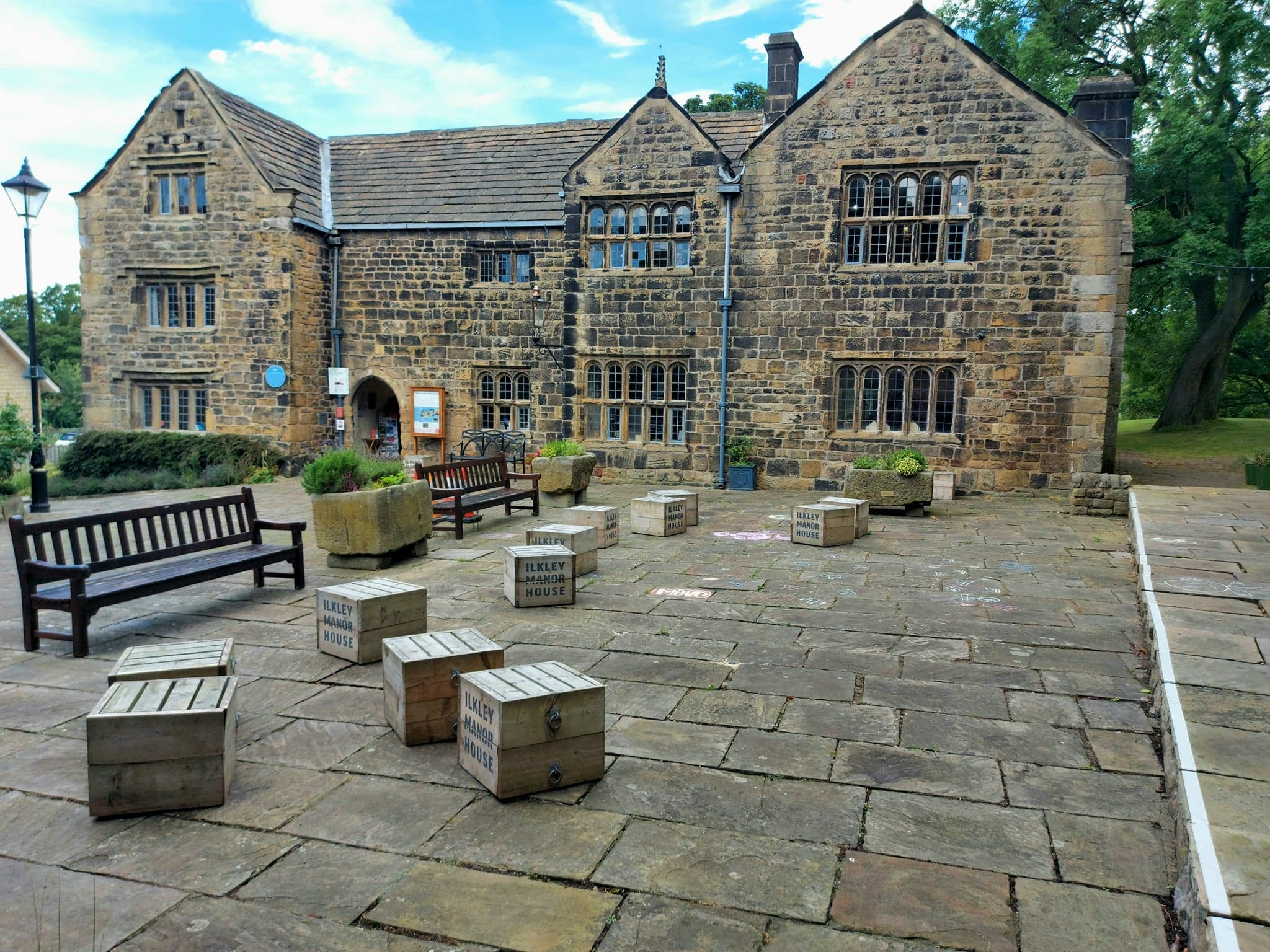
Dům a muzeum
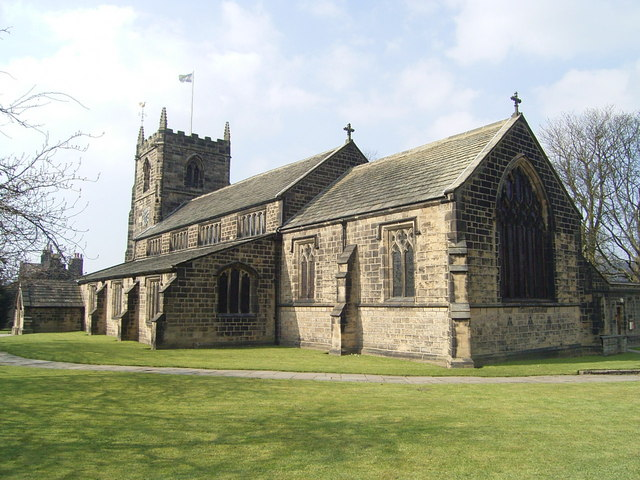
Kostel Všech svatých
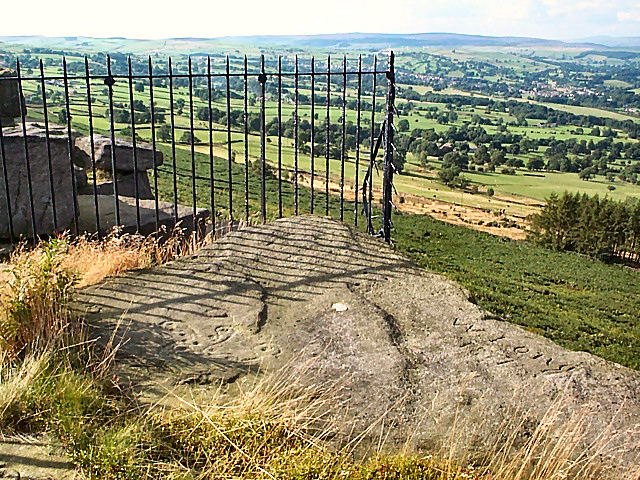
Kámen se svastikou
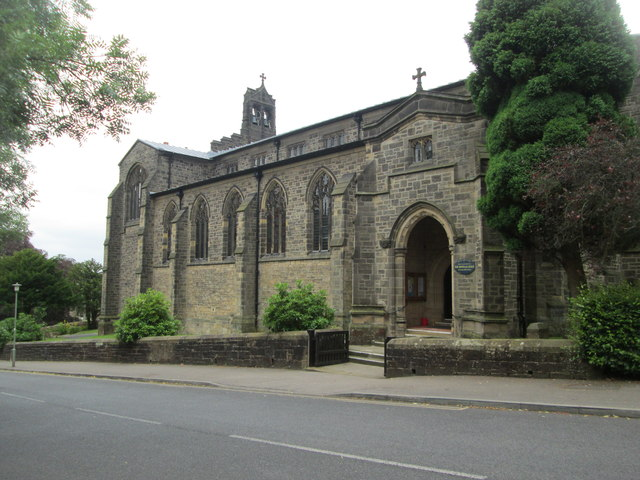
Kostel sv. Markéty
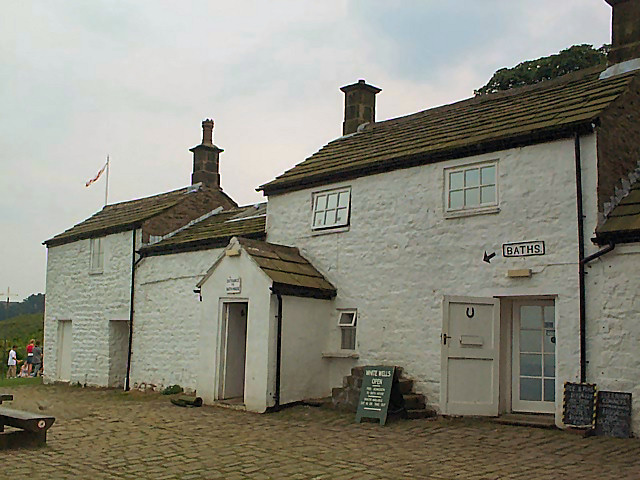
Lázně
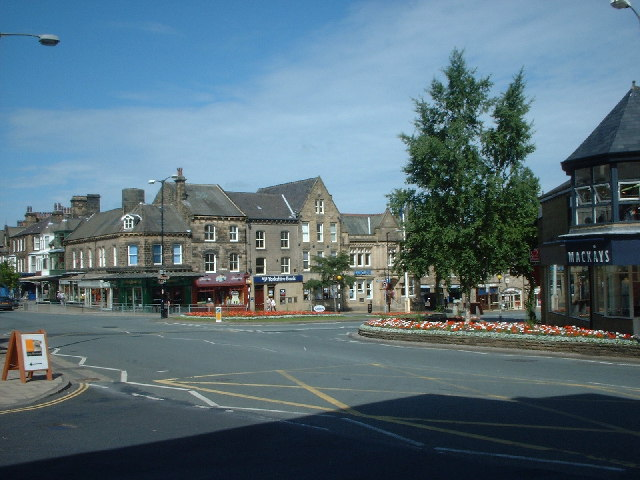
Centrum města
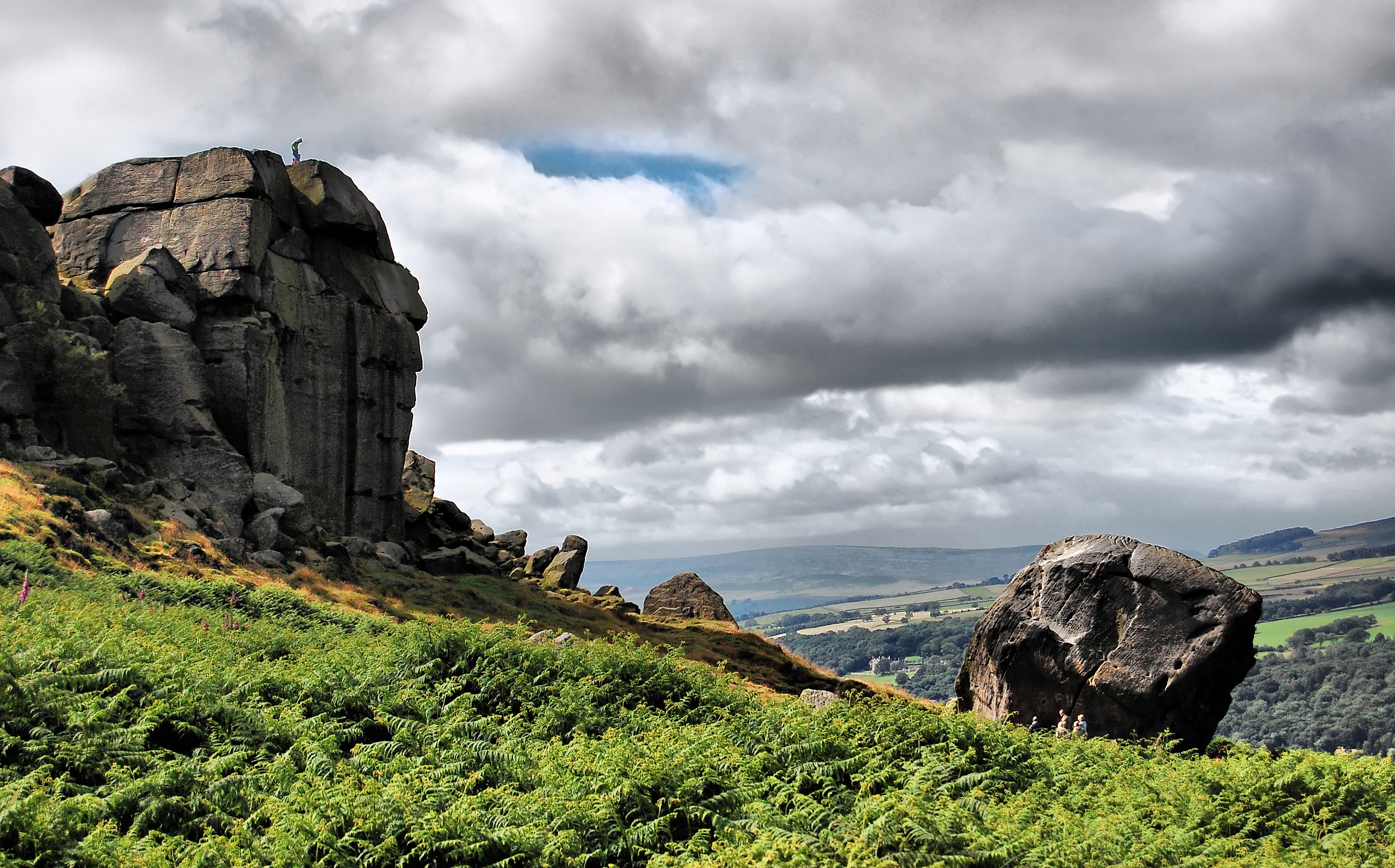
Skály Kraví a telecí